# Cheirogaleus
Cheirogaleus är ett släkte primater i familjen muslemurer. För närvarande räknas sju arter till släktet, fem av dessa beskrevs under nyare tider som självständiga arter, mycket lite är dock känt om dessa

## Kännetecken
Dessa primater når en kroppslängd mellan 17 och 26 centimeter och därtill kommer en 18 till 28 centimeter lång svans. Vikten varierar mycket mellan årstiderna och ligger mellan 200 och 600 gram. Detta innebär att de största medlemmarna av familjen muslemurer finns i släktet. Den mjuka pälsen har på ovansidan en grå eller rödbrun färg och buken är gul- eller vitaktig. Kännetecknande är de stora ögonen med mörka ringar av päls omkring samt arternas tunna öron. Den yviga svansen bär hår och svansens främre del används för att lagra fettreserver.

## Utbredning och habitat
Cheirogaleus förekommer på Madagaskar liksom alla lemurer. Två arter förekommer på öns torra västra och sydvästra sida som kännetecknas av träd och buskar med törnar. De övriga fem arterna lever i regnskogen på öns östra sida. Av de nyare arterna finns bara enstaka fynd och därför är deras utbredningsområde inte helt klarlagt.

## Levnadssätt och föda
Individerna är aktiva på natten, på dagen sover de i trädens håligheter eller gömd i den täta vegetationen där de skapar klotrunda bon av växtdelar. De vistas främst på träd och går på fyra extremiteter. Dessa primater lever i familjegrupper som består av en hane, en hona och deras ungdjur. De vuxna djuren delar sovplats med letar ofta var för sig efter föda. Regionen där en individ söker föda är med en diameter på cirka 200 meter jämförelsevis liten.
Släktets medlemmar kännetecknas av att de regelbunden håller vinterdvala (eller rättare torpor) under de torra månaderna. Mellan november och mars ökar de i vikt och fettreserven lagras främst i svansen. Mellan april och oktober går de i ide. Därför uppsöker de håligheter i träd eller andra gömställen. Under tiden förbrukar de sina reserver och efter dvalan har vikten i vissa fall halveras. Kroppstemperaturen anpassas under vinterdvalan till lufttemperaturen. Liksom hos andra djur som går i ide förekommer korta tider där djuret vaknar.
Födan utgörs till största del av frukter men de äter även blommor, nektar och insekter.

## Fortplantning
Parningen sker kort efter vinterdvalan i november eller december. Honor av arten Cheirogaleus medius parar sig ofta med främmande hanar trots att de vanligen lever i monogama par. Dräktigheten varar i 60 till 70 dagar och sedan föder honan två eller tre ungar. Ungarna har vid födelsen hår och är bra utvecklade. Honan diar sina ungar bara 45 dagar och efter cirka två år är ungdjuren könsmogna. Individer i fångenskap blev upp till 19 år gamla.

## Hot
Arterna hotas främst av skogsavverkningar men de är inte lika hotade som andra lemurer. Cheirogaleus major och Cheirogaleus medius som är känd sedan länge betraktas av IUCN som livskraftiga. De nya arterna listas med beteckningen kunskapsbrist.

## Arter
Släktets systematik är inte helt klarlagd. Sedan 2008 räknas sju arter till Cheirogaleus (enligt Mittermeier et al., 2008).
- major-gruppen, lever i regnskogen i östra Madagaskar
  - Cheirogaleus major
  - Cheirogaleus crossleyi
  - Cheirogaleus sibreei
  - Cheirogaleus ravus
  - Cheirogaleus minusculus
- medius-gruppen, förekommer i torra skogar på öns västra sida
  - Cheirogaleus medius
  - Cheirogaleus adipicaudatus

2013 beskrevs en ny art i släktet, Cheirogaleus lavasoensis.